# (55637) 2002 UX25
(55637) 2002 UX25 — очень крупный классический объект пояса Койпера. Оценка размеров позволяет причислить его к кандидатам в карликовые планеты.
Размеры 2002 UX25 в зависимости от альбедо оцениваются в 681+116
−114 км.
Объект был открыт 30 октября 2002 года в рамках проекта Spacewatch.

## Характеристики
Были обнаружены изменения визуальной яркости, которые дают оценку периода в 14,38 часа или 16,78 часа (в зависимости от однопиковой или двухпиковой кривой).
Космический телескоп Спитцер оценил его размер 681 км +116
−114 км. Он краснее, чем (20000) Варуна, хотя и отличается по цвету, но является «двойником» 2002 ТХ300, имея аналогичные яркость и орбиту.
Плотность у 2002 UX25 меньше, чем плотность воды — 0,82 г/см³ ± 0,11 г/см³.

## Классификация
Перигелий 2002 UX25 составляет 36,7 а.е., объект пройдёт перигелий в 2065 году. По состоянию на 2010 год, объект находится на расстоянии 41 а. е. от Солнца. Объект классифицируется как кьюбивано. Он наблюдался в архивах изображений с 1991 года до открытия 60 раз.

## Карликовая планета?
По оценкам данных космического телескопа Спитцер 2001 году, UX25 имеет диаметр 681 +116
−114 км, а ледяные объекты около или более 400 км в диаметре, как полагают, сферические. Но по анализу световой кривой есть сомнения в том, что этот объект может классифицироваться как карликовая планета.

## Спутник
На снимках телескопа «Хаббл», сделанных 26 августа 2005 года, у 2002 UX25 был открыт спутник (55637) 2002 UX25 1, который обращается на расстоянии около 5 тысяч км от основного тела. Диаметр (55637) 2002 UX25 1 составляет 205±55 км.